# Belle Poule (Schiff, 1834)
Die Belle Poule (dt. „Schöne Henne“) war eine französische Fregatte, die 1828 nach den Plänen des Schifffahrtsingenieurs Daviel in Cherbourg auf Kiel gelegt wurde. Sie war das dritte von vier französischen Militärschiffen gleichen Namens.
Zu vergleichen ist sie mit den um 1800 erstellten amerikanischen Fregatten Constitution und Constellation, die als Vorbild gedient haben sollen. Das Vollschiff war 54 m lang, hatte drei Masten, 60 Kanonen und Haubitzen und nahm bis zu 500 Mann auf. Seine Verdrängung betrug etwa 2.500 Tonnen.

## Geschichte

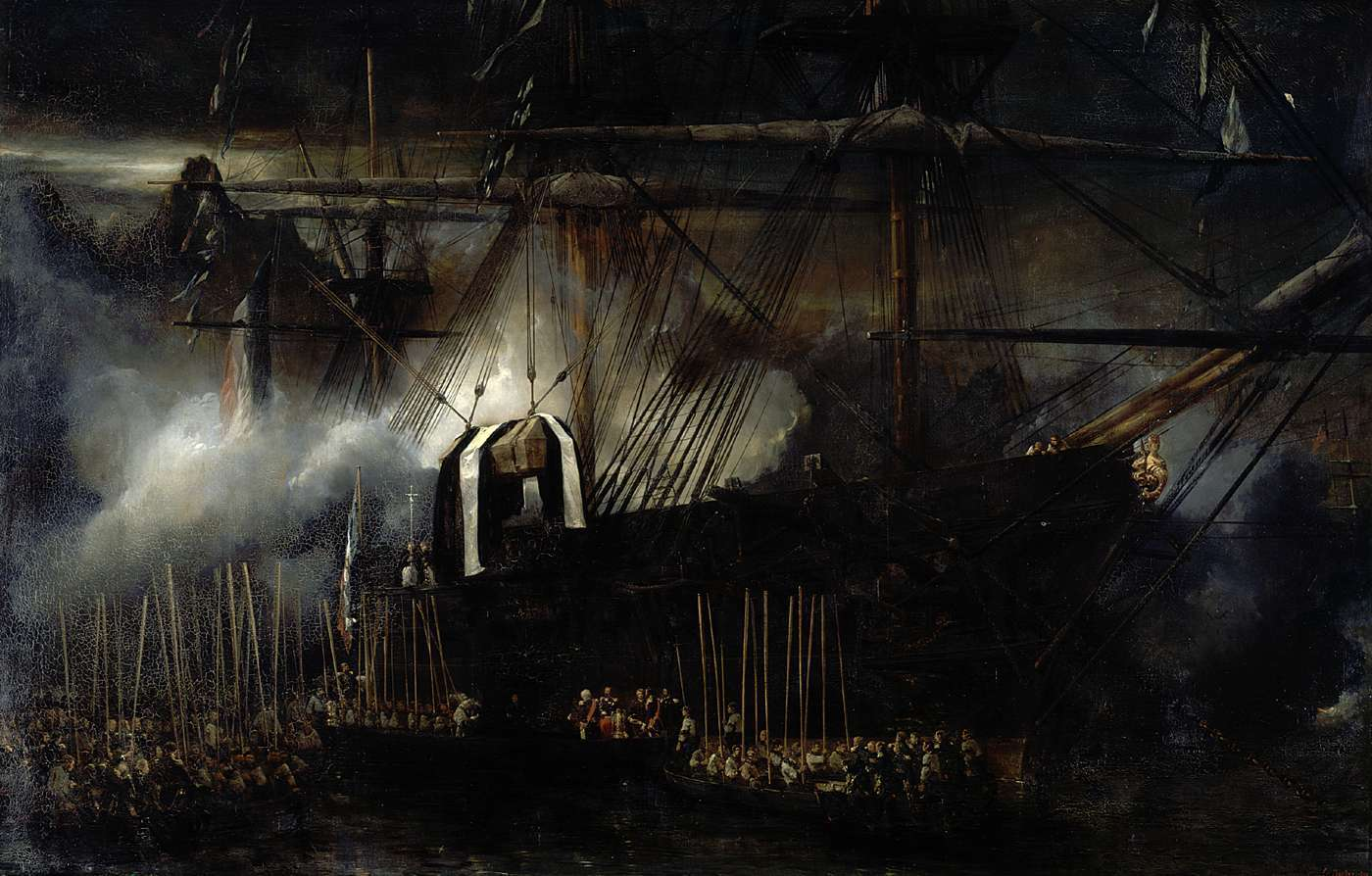
Napoléons sterbliche Überreste gehen an Bord der Belle Poule, 15. Oktober 1840 – Eugène Isabey, 1843

Die Belle Poule, mit deren Bau 1828 begonnen wurde, wurde erst 1834 fertiggestellt. 1839 wurde der Zweidecker von der Escadre de Toulon abkommandiert, um sich mit den Truppen von Admiral Julien Pierre Anne Lalande zu vereinigen. Während dieser Zeit war ein Sohn des „Bürgerkönigs“ Ludwig Philipp, François d’Orléans, Prince de Joinville, Kommandant des Schiffes.
Im Herbst 1840 brachte die Fregatte Belle Poule eine Delegation unter Führung von Admiral Lalande und General Henri-Gatien Bertrand in den Südatlantik, um die sterbliche Hülle von Kaiser Napoleon Bonaparte von St. Helena nach Frankreich zu überführen. La Belle Poule nahm an der französischen Militärintervention im Libanon 1860 teil. Nach Einsätzen im Indischen Ozean, vor der afrikanischen Küste und Teilnahme im Krimkrieg endete ihr Dienst 1888 in Toulon.